# Vieille ville de Lviv
La vieille ville de Lviv est le centre historique de Lviv, capitale historique de la Galicie et plus grande ville de l'Ukraine Occidentale. L'ensemble architectural de la vieille ville est inscrit sur la liste du patrimoine mondial de l'UNESCO depuis 1998.

## Histoire

### Capitale de Galicie

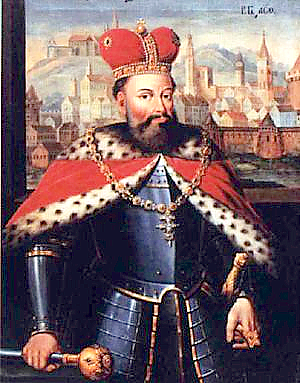
Léon I^{er} de Galicie

Les premiers habitants sont attestés à Lviv dès le milieu du Ve siècle. L'essor de la ville commence au XIIIe siècle sous Daniel et son fils Léon, rois de Galicie-Volhynie. À l'époque, le royaume de Galicie-Volhynie est l'un des plus puissants États de l'Europe centrale, et son territoire s'étend du San jusqu'à Kiev, ancienne capitale de la Rus'. Toutefois, en 1140-1141, la Galicie est ravagée par l'armée mongole de Batu Khan, petit-fils de Gengis Khan. Bénéficiant des efforts de reconstruction du pays, Lviv succède en 1272 à Halytch, détruite par les Mongols, comme capitale de Galicie-Volhynie sous Léon Ier de Galicie, qui donne son nom à la ville. Dès ses débuts, Lviv est une ville multiethnique, où l'on trouve notamment les populations ruthène, juive, arménienne, allemande, karaïte.

### Époque polonaise
En 1349, la couronne de Galicie revient à Casimir III le Grand, roi de Pologne. Bien qu'elle ait perdu son statut de capitale royale, Lviv bénéficie au sein du royaume de Pologne de nombreux privilèges et est un des centres les plus importants du commerce avec l'Est et de nombreux marchands allemands, florentins, vénitiens, grecs ou hongrois s'y installent. En 1412, Lviv devient l'archevêché catholique, et en 1630 la communauté arménienne de la ville s'unit à Rome, suivie par les ruthènes en 1700, formant l'Église gréco-catholique ukrainienne.

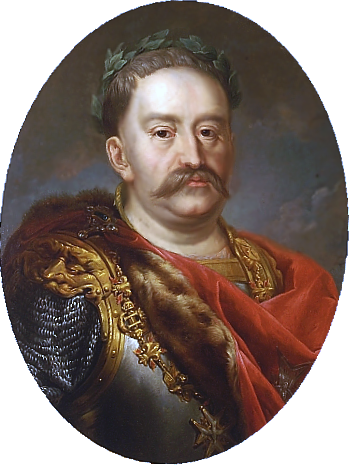
roi Jean III Sobieski de Pologne

Au milieu du XVIIe siècle, Lviv résiste à deux reprises aux cosaques ukrainiens de Bogdan Khmelnitski, d'abord allié aux Tatars, et ensuite aux Russes. Une série de conflits militaires, qui opposent la Pologne à la Suède et à la Russie et ses alliés cosaques, connue sous le nom du Déluge, laissent toutefois le royaume en ruine. Le royaume de Pologne connaît une courte période de répit sous Jean III Sobieski, originaire de Galicie et vainqueur des Turcs lors d'un siège à Vienne. C'est Charles XII de Suède qui conquiert la Pologne ainsi que la ville de Lviv, qu'il met à sac en 1704. Devenu de fait un protectorat russe dès 1717, le royaume de Pologne disparaît à la suite des partages de la Pologne.

### Époque autrichienne
En 1772, la Galicie revient à l'Autriche, et Lviv devient capitale de la province de Galicie, connue sous le nom du Royaume de Galicie et de Lodomérie. Dans les décennies qui suivent, Lviv connaît de nombreuses transformations avec le démantèlement des fortifications médiévales, qui permettent son extension. Lviv devient un centre important des communautés ruthène (ukrainienne), polonaise et juive.

### Depuis la Première Guerre mondiale à nos jours
Après la Première Guerre mondiale la Galicie et Lviv sont brièvement le théâtre des combats entre les troupes de la deuxième république de Pologne, formée des territoires ayant appartenu à l'empire russe, et les ruthènes (ukrainiens) qui bénéficient du soutien de la minorité juive, partisan de Galicie indépendante. Vainqueurs, les Polonais obtiennent le contrôle de la Galicie en 1922. Un référendum sur le statut de la Galicie, censé se tenir au bout de vingt ans, n'aura finalement pas lieu avec le début de la Seconde Guerre mondiale.
En septembre 1939, la Pologne est rapidement submergée par les troupes allemandes et soviétiques, alliées en vertu du pacte germano-soviétique. Après un bref siège de la ville par les troupes allemandes, Lviv et la Galicie sont occupés par l'Union soviétique. Cette occupation marque le début des années les plus tragiques dans l'histoire de Lviv. Dès les premiers jours de l’occupation soviétique, de nombreuses personnalités polonaises, ukrainiennes ou encore juives, jugées hostiles au nouveau régime sont arrêtées, souvent exécutées ou envoyées aux camps en Sibérie.
En 1941, l'Allemagne attaque l'Union soviétique et la Galicie fait partie du Gouvernement général, une entité créée par les nazis, qui regroupe désormais une partie des territoires de la deuxième république de Pologne. Pendant trois ans de l'occupation nazie, la communauté juive de Galicie est éradiquée. À Lviv, qui comptait avant le début de la guerre plus de 100 000 habitants d'origine juive, moins de 1.000 ont survécu.
En 1944, la Galicie est à nouveau occupée par les troupes soviétiques qui procèdent à un échange de populations avec la Pologne. Des trois communautés ayant formé le visage de Lviv autrefois, seuls les Ukrainiens sont encore présents. Ils sont à leur tour victimes de répression soviétique dans les décennies qui suivent. Depuis l'effondrement de l'Union soviétique en 1991, Lviv fait partie de l'Ukraine indépendante, dont elle est devenue le centre le plus important de la partie occidentale.

## Points d'intérêt

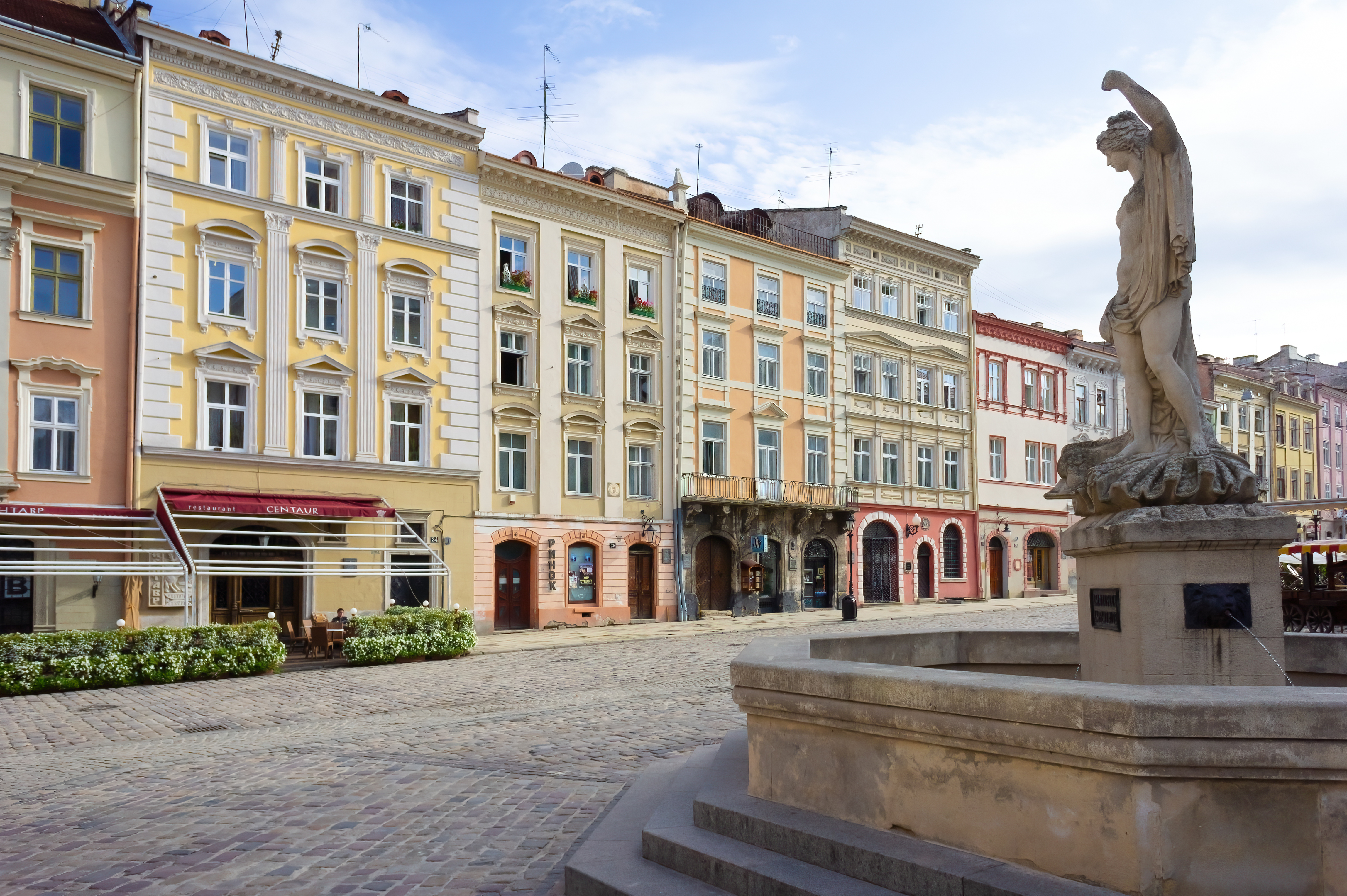
Place du marché
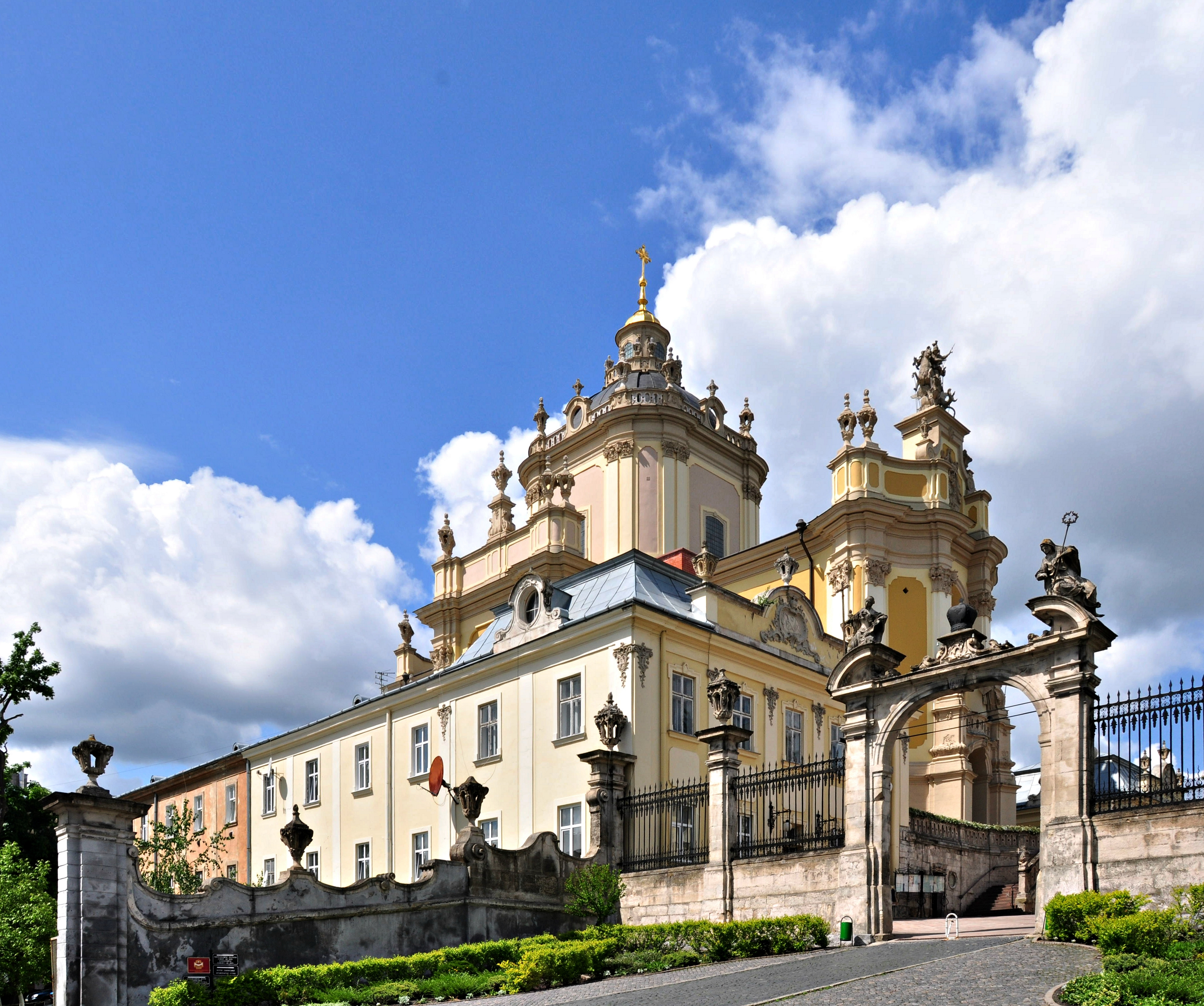
Cathédrale Saint-Georges de Lviv
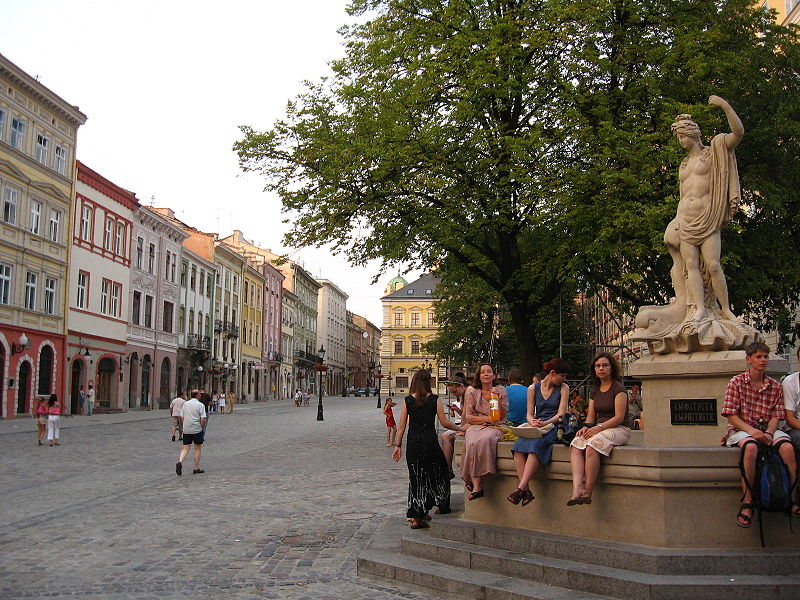
Amphitrite, place du marché
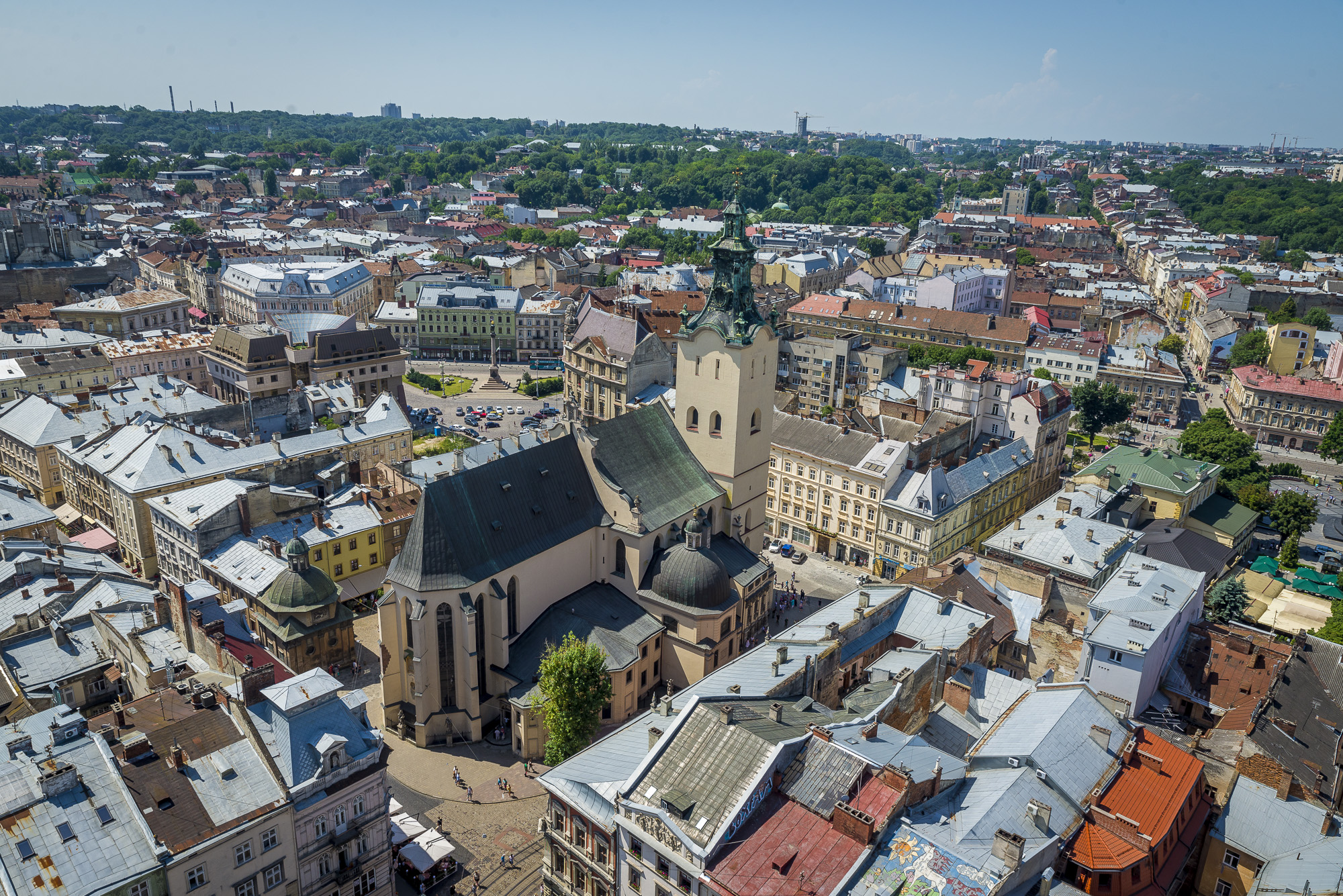
Cathédrale latine de Lviv
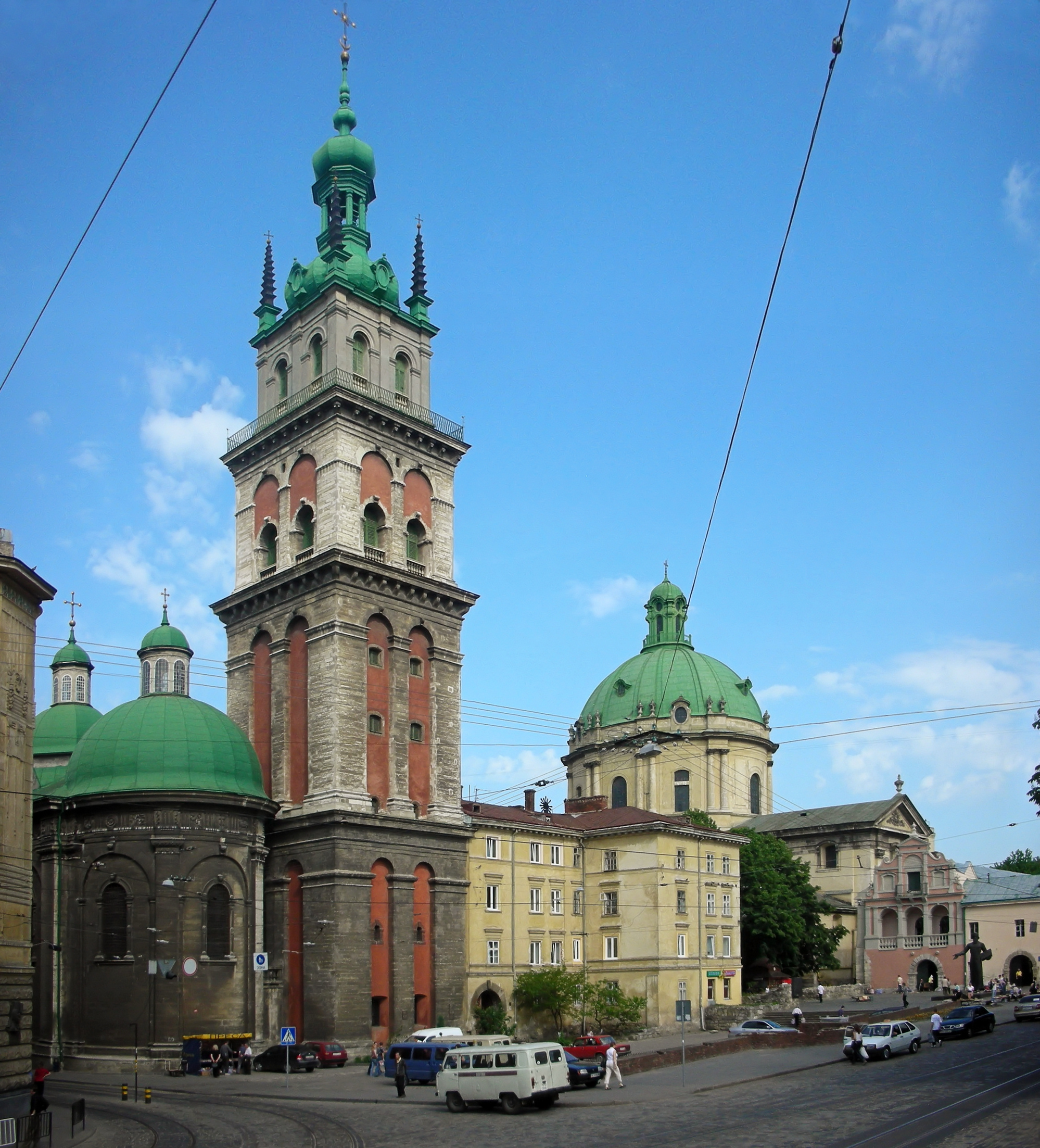
Église de l'Assomption (Lviv)
Intérieur de la cathédrale arménienne de Lviv
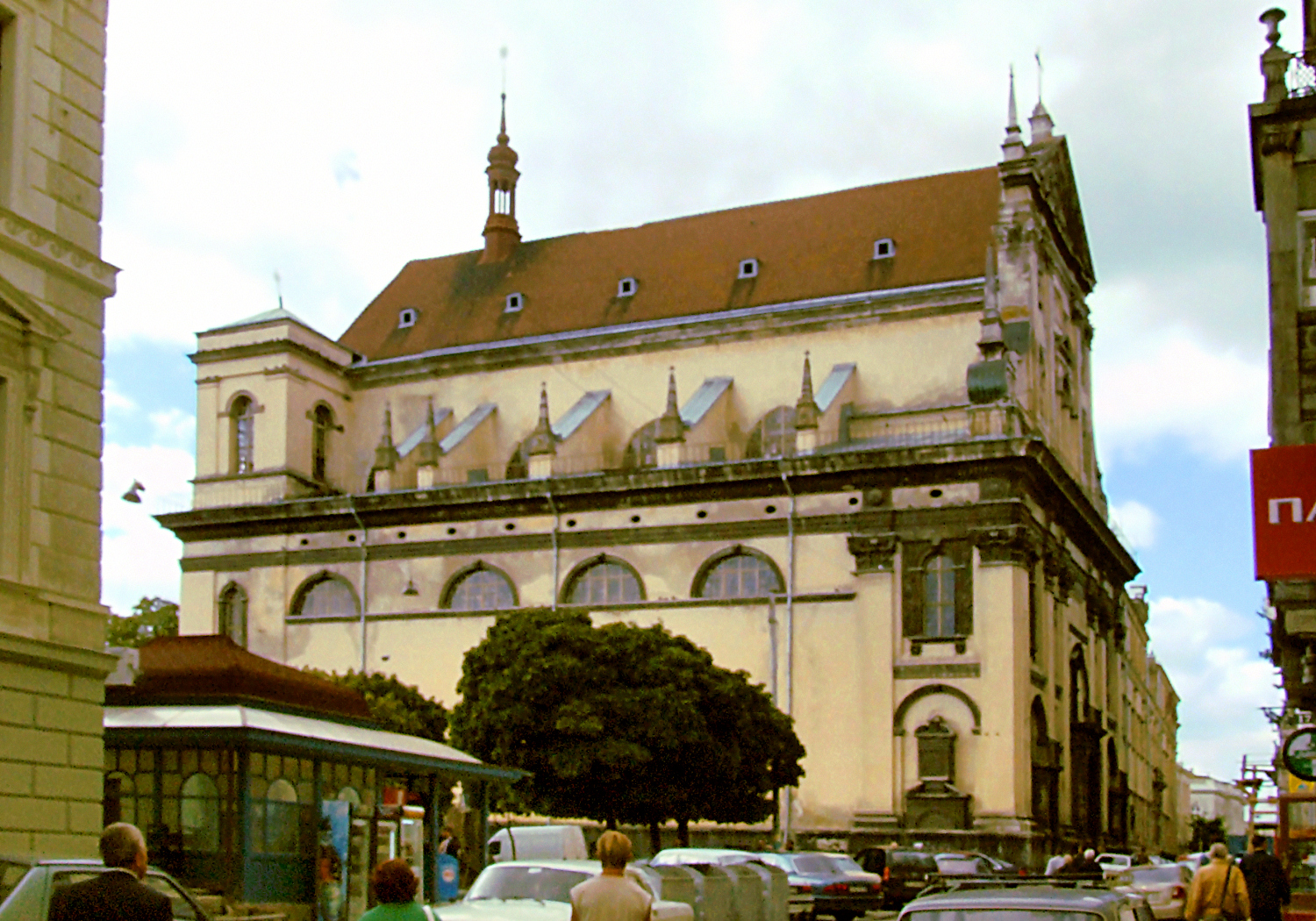
Église jésuite de Lviv
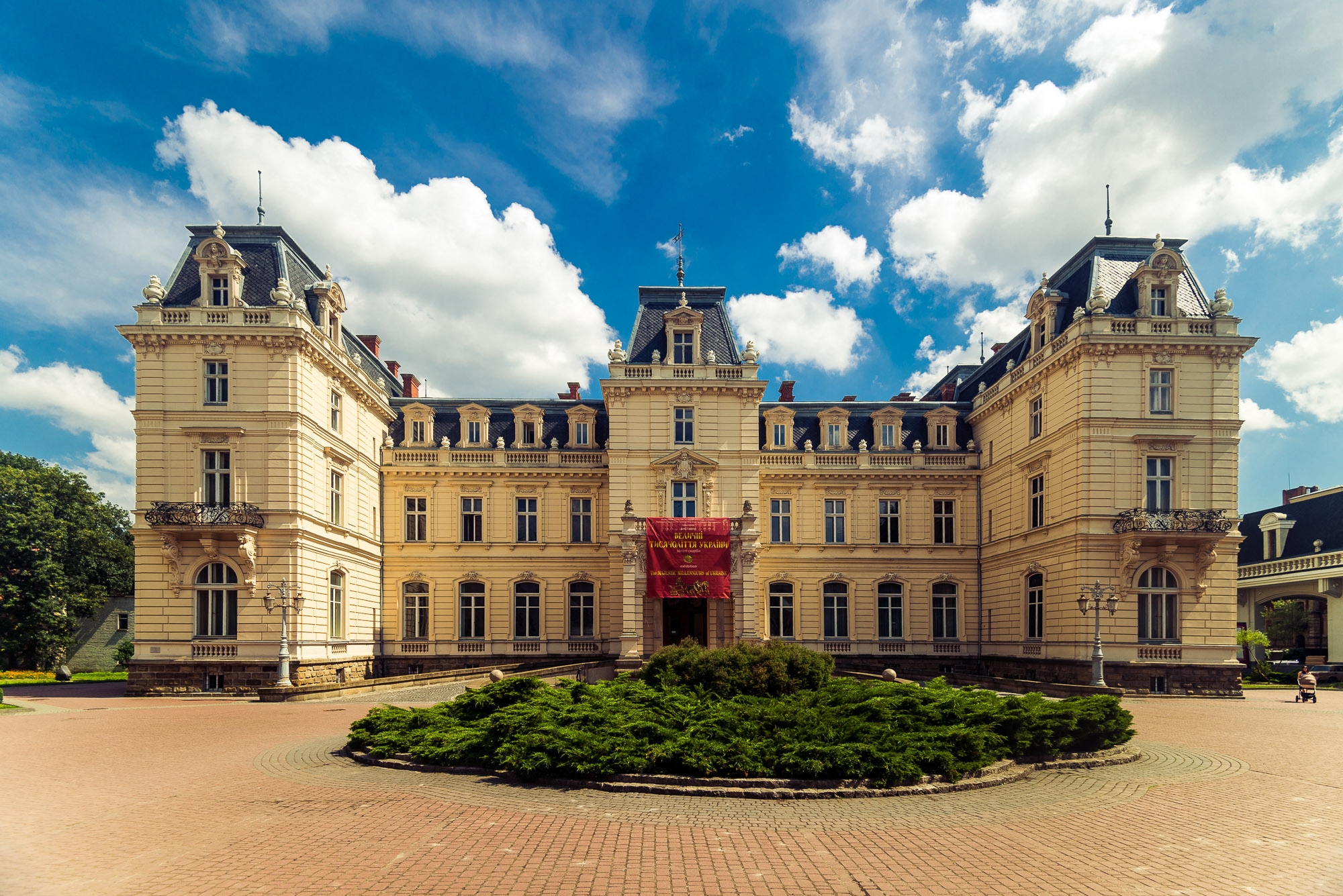
Château de Potocki
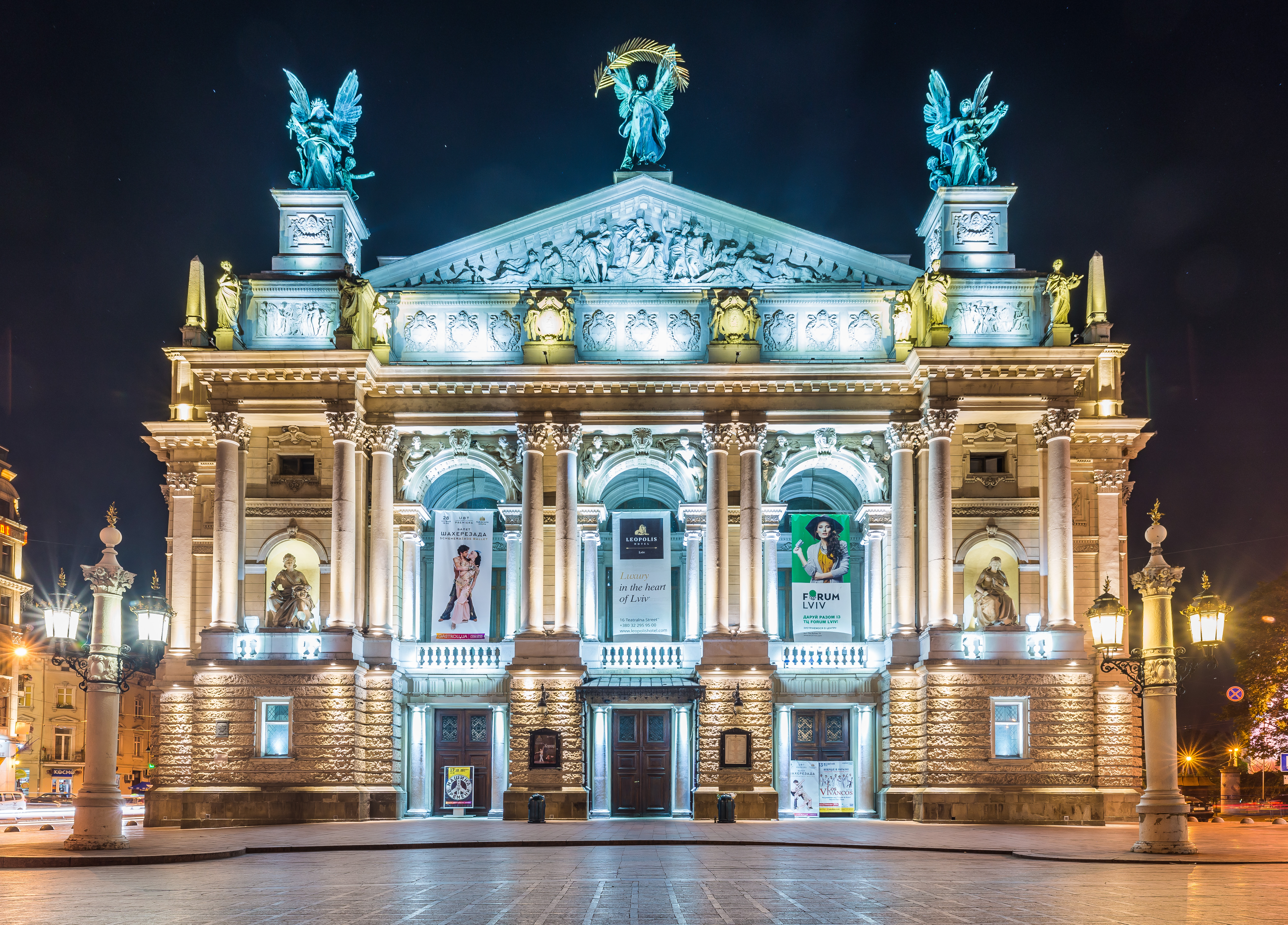
Opéra de Lviv
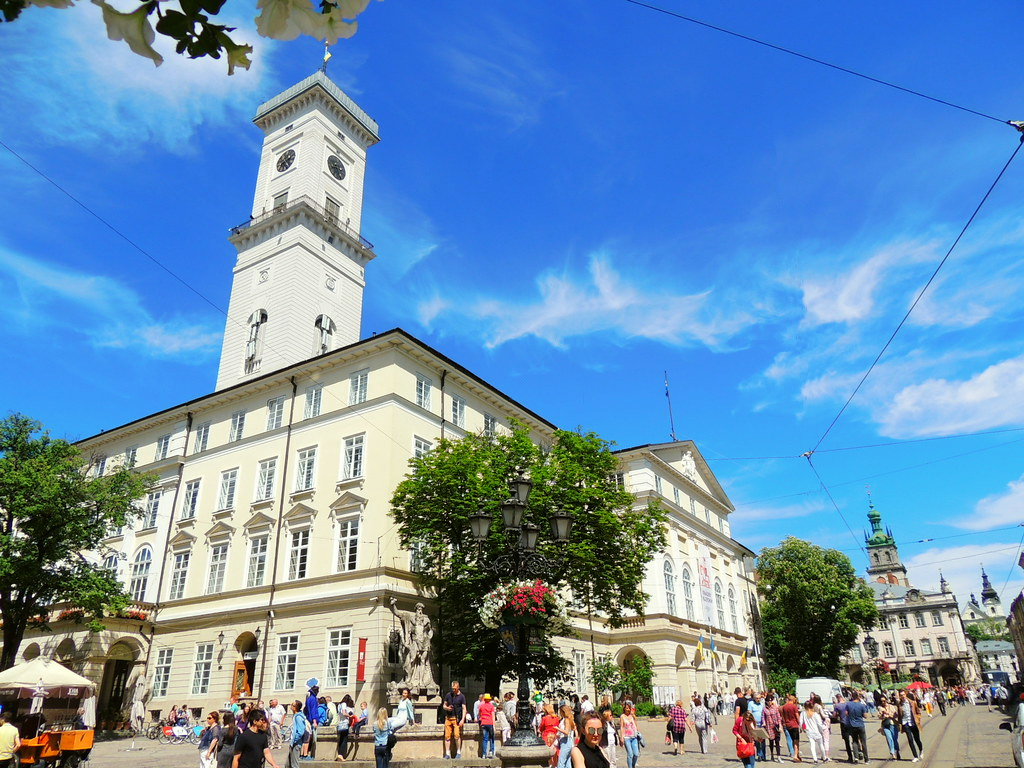
Hôtel de ville de Lviv

## Musées
- Galerie nationale d'art de Lviv
- Musée national de Lviv, Fondation scientifique et artistique du métropolite André Sheptytsky
- Musée historique de Lviv
- Musée d'ethnographie de Lviv